# Полевая артиллерия американской Гражданской войны
К понятию полевая артиллерия американской Гражданской войны относятся орудия, их снаряжение и боеприпасы, которые использовались для поддержки пехоты и кавалерии на поле боя во время американской Гражданской войны (1861—1865). К этой категории не относится осадная артиллерия, крепостная артиллерия, артиллерия береговой обороны и морская артиллерия. «…Несмотря на большое количество усовершенствований и изобретений основная масса артиллерии гражданской войны оставалась дульнозарядной и гладкоствольной и, если не считать применения новой системы запала, мало чем отличалась от того же рода войск времен Наполеона. Иными словами, „бог войны“ все же не поспевал за „царицей полей“, и это отставание стало главной причиной того, что в ходе конфликта между Севером и Югом не было создано никакой принципиально новой артиллерийской тактики».
Джордж Макклеллан в мемуарах писал, что в 1861 году в армии США полагалось иметь 2,5 орудия на каждую 1000 пехотинцев и 3—4 орудия на каждую 1000 кавалеристов.

## Орудия
В армиях Севера и Юга использовались орудия следующих типов:
| Название                                   | Ствол          | Ствол         | Ствол        | Ствол        | Снаряд (фунт) | Заряд (фунт) | Начальная скорость (фут/с) | Дальность (ярд, при 5°) |
| Название                                   | Материал       | Калибр (дюйм) | Длина (дюйм) | Масса (фунт) | Снаряд (фунт) | Заряд (фунт) | Начальная скорость (фут/с) | Дальность (ярд, при 5°) |
| ------------------------------------------ | -------------- | ------------- | ------------ | ------------ | ------------- | ------------ | -------------------------- | ----------------------- |
| 6-фунтовое орудия                          | бронза         | 3,67          | 60           | 884          | 6,1           | 1,25         | 1439                       | 1523                    |
| 12-фунтовый «Наполеон»                     | бронза         | 4,62          | 66           | 1227         | 12.3          | 2,50         | 1440                       | 1619                    |
| 12-фунтовая гаубица                        | бронза         | 4,62          | 53           | 788          | 8,9           | 1,00         | 1054                       | 1072                    |
| 12-фунтовая горная гаубица                 | бронза         | 4,62          | 33           | 220          | 8,9           | 0,5          | —                          | 1005                    |
| 24-фунтовая гаубица                        | бронза         | 5,82          | 64           | 1318         | 18,4          | 2,00         | 1060                       | 1322                    |
| 10-фунтовое орудие Паррота                 | железо         | 2,9 или 3,0   | 74           | 890          | 9,5           | 1,00         | 1230                       | 1850                    |
| 3-дюймовое орудие                          | сварное железо | 3,0           | 69           | 820          | 9,5           | 1,00         | 1215                       | 1830                    |
| 14-фунтовое орудие Джеймса                 | бронза         | 3,80          | 60           | 875          | 14,0          | 1,25         | —                          | 1530                    |
| 20-фунтовое орудие Паррота                 | железо         | 3,67          | 84           | 1750         | 20,0          | 2,00         | 1250                       | 1900                    |
| 12-фунтовое казнозарядное орудие Уитворта  | железо         | 2,75          | 104          | 1092         | 12,0          | 1,75         | 1500                       | 2800                    |
| Курсивом даны цифры для снаряда (не ядра!) |                |               |              |              |               |              |                            |                         |

Во время гражданской войны использовалось два основных типа орудий: гладкоствольные и нарезные. Гладкоствольные подразделялись на гаубицы и пушки.

### Гладкоствольные орудия
К гладкоствольным орудиям относятся орудия без нарезки ствола. В годы гражданской войны металлургия и сопутствующие технологии позволяли массово выпускать нарезные орудия, и все же гладкоствольная артиллерия ещё использовалась и даже производилась. В то время существовало два вида таких орудий: пушки и гаубицы. Также эти орудия можно классифицировать по материалу: бронзовые или железные. Существовали и некоторые стальные. Ещё орудия различались по году выпуска и по принадлежности к артиллерийскому департаменту.
Орудия также различались по калибру и массе снаряда. Например, 12-фунтовое орудие вело огонь снарядом массой 12 фунтов при калибре 4.62 дюйма (117 мм.). Ещё с XVIII века сложилась практика смешивать пушки и гаубицы в одной батарее. Довоенные уставы требовали сочетать 6-фунтовые пушки с 12-фунтовыми гаубицами, 9- и 12-фунтовые орудия с 24-фунтовыми гаубицами. Однако, в ходе войны от этой традиции постепенно отошли.

#### Пушки
Гладкоствольные пушки были предназначены для стрельбы прямой наводкой литыми снарядами высокой скорости по пологой траектории, однако была возможна и стрельба шрапнелью. Стволы пушек были длиннее, чем у гаубиц и для них требовался более мощный заряд. Выпускались полевые пушки в 6 фунтов (Model 1841 6-pounder Gun — 3,67 дюйма), 9 фунтов (4,2 дюйма) и 12 фунтов (4,62 дюйма). Орудия эти были в основном бронзовыми, хотя оставалось некоторое количество железных, и Конфедерация выпустила по ходу войны ещё некоторое количество железных.
Шестифунтовые присутствовали в виде моделей 1835 года, 1838 года и 1841 года, хотя было и несколько старых орудий 1819 года выпуска. Несколько сотен этих орудий использовались обеими армиями в 1861 году. Однако их недостатком была небольшая масса снаряда и невысокая дальнобойность — они били на 1392 метра ядрами и 1097 метров гранатами. Орудия этого типа составляли абсолютное большинство в армии Конфедерации в 1861 году. Эти орудия сильно уступали по эффективности 12-фунтовым, поэтому в декабре 1862 года генерал Ли предложил переплавить все 6-фунтовые орудия в 12-фунтовые. Уже к середине 1863 года эти орудия полностью вышли из употребления в армии Юга.
Более крупные 9- и 12-фунтовые орудия использовались редко. Первое упоминается в артиллерийских пособиях в 1861 году, но в реальности они почти не выпускались после 1812 года и очень мало свидетельств их использование в гражданскую войну. 12-фунтовые орудия тоже были редкостью. Как минимум одна федеральная батарея (13-я индианская) имела одно такое орудие на вооружении в начале войны. Орудие было слишком тяжелым и требовало 8 лошадей для транспортировки. В начале войны несколько таких орудий были превращены в нарезные, однако об их использовании в бою ничего не известно.
Гораздо более популярным среди гладкоствольных орудий было 12-фунтовое орудие модели 1857 года (M1857), легкое, известное как «Наполеон». Эта модель была легче прежних 12-фунтовых орудий и перевозилось шестеркой лошадей. Иногда его называли пушка-гаубица (gun-howitzer), поскольку он совмещал в себе характеристики обоих типов.

#### Гаубицы
Гаубицы представляли собой короткоствольные орудия, предназначенные для стрельбы разрывными снарядами по высокой траектории. Изредка они использовали и картечь, хотя радиус поражения картечного залпа гаубицы был невелик. Если обычные орудия вели огонь прямой наводкой по видимому противнику, то гаубица могла поражать живую силу противника за землянами укрытиями и укреплениями. Гаубицы использовали заряд меньшей массы, чем пушки того же калибра. Основными видами полевых гаубиц в годы войны были: 12-фунтовая (4,62 дюйма), 24-фунтовая (5,82 дюйма) и 32-фунтовая (6,41 дюйма). Гаубицы были бронзовыми, за исключением нескольких единичных экземпляров в армии Конфедерации.
12-фунтовая полевая гаубица была представлена моделями 1838 и 1841 года. Она была относительно легкая и эффективная, однако её постепенно вытеснил 12-фунтовый «Наполеон». Под Геттисбергом северяне использовали всего 2 такие гаубицы, южане — 33.
Более тяжелые гаубицы присутствовали в небольших количествах. И Север, и Юг выпустили несколько 24-фунтовых гаубиц за время войны, также известно о применении нескольких австрийских гаубиц в армии Конфедерации. Эти орудия обычно использовались в резервных батареях, но и та постепенно были вытеснены нарезными орудиями. 24- и 32-фунтовые гаубицы чаще использовались в качестве крепостной артиллерии, но как минимум одно такое орудие имелось в 1-й коннектикутской артиллерийской батарее в 1864 году.
Наконец, менее известной, однако весьма подвижной, была 12-фунтовая горная гаубица M1841, которая сопровождала пехоту и кавалерию в западных прериях и оставалась при армии ещё в годы индейских войн. Именно это орудие потерял Джон Гиббон в сражении при Биг-Хоул в 1877 году. Это универсальное орудие могло транспортироваться одной лошадью, или в тяжелой версии — двумя лошадями, или могло быть разобрано и навьючено на лошадей. Оно прошло мексиканскую войну, затем ещё несколько сотен было произведено в гражданскую. Федеральная батарея из четырёх таких орудий хорошо показала себя в сражении при Глориетте, а генерал Форрест часто использовал горные гаубицы во время кавалерийских набегов.
- 12-фунтовая гаубица армии Юга
- 12-фунтовая гаубица армии Юга
- 24-фунтовая гаубица армии Юга
- Современная копия 12-фунтовой нарезной гаубицы

#### 12-фунтовый Наполеон
12-фунтовый «Наполеон» был самым популярным гладкоствольным орудием той войны. Он был назван в честь Наполеона III и ценился за безопасность, надежность и убойную силу — особенно на коротких дистанциях. В федеральных артиллерийских пособиях он назывался «легким 12-фунтовым орудием» для отличия от более длинного и тяжелого аналога, который практически не использовался в качестве полевого. «Наполеон» появился в Америке только в 1857 и был последним бронзовым орудием американской армии. Федеральные «Наполеоны» имели небольшое утолщение на конце ствола. Это орудие было несколько тяжелее остальных и перемещать его по неровной местности было непросто.
Конфедерация выпускала как минимум шесть видов «наполеонов», и почти все с прямым концом ствола. В настоящее время сохранилось 133 орудия, из которых только восемь имеют утолщенный конец ствола (muzzle swell). Ричмондский завод «Tredegar Iron Works» выпустил 125 железных «наполеонов», из которых сохранилось четыре. В начале 1863 года Роберт Ли собрал все 6-фунтовые бронзовые пушки Северовирджинской армии и отослал их Тредегару на переплавку в «Наполеоны». По ходу войны Конфедерация испытывала все большие трудности с медью для производства бронзы, а в ноябре 1863 года федеральная армия захватила Дактаунские медные рудники под Чаттанугой, и производство бронзовых «наполеонов» прекратилось. В январе 1864 года Тредегар начал отливать «Наполеоны» из железа.
Самый известный случай использования «наполеонов» произошел в сражении при Фредериксберге, когда два таких орудия под командованием майора Джона Пелхама на целый час задержали наступление дивизии Джорджа Мида.
- M1857 12-фунтовый «Наполеон» армии Севера
- M1857 12-фунтовый «Наполеон» армии Севера
- 12-фунтовый «Наполеон» армии Юга
- 12-фунтовый «Наполеон» армии Юга

### Нарезные орудия
Нарезные орудия имели внутри ствола спиральные борозды, для придания вращения ядру или снаряду, который в результате гироскопического эффекта повышал точность стрельбы, не давая снаряду вращаться вокруг осей, отличных от оси, параллельной оси ствола орудия. Нарезка повышала себестоимость орудия и требовала удлинения ствола, но она повышала дальнобойность и точность. Основная масса нарезных орудий была дульнозарядными, хотя имелось некоторое количество казнозарядных.

#### Трехдюймовое орудие
Трехдюймовое нарезное орудие было самым распространенным нарезным полевым орудием. Его изобрел Джон Гриффен, его ствол был сделан из сварного железа производства кампании «Феникс Айрон Компани» из Фениксвилля в Пенсильвании. Известно всего несколько случаев разрыва ствола — главной проблемы чугунных орудий. Орудие отличалось исключительной точностью. 1-я миннесотская легкоартиллерийская батарея 5 марта 1864 года полностью перешла на эти орудия и прошла с ними битву за Атланту. Несколько таких орудий имелись в дивизии Бьюфорда и они произвели первые выстрелы по противнику в первый день сражения при Геттисберге. Бьюфорд писал, что лейтенант Калеф «держался славно, управляя своими орудиями обдуманно, рассудительно и умело, нанося удивительный урон противнику». Всего под Геттисбергом Потомакская армия имела 152 трехдюймовки, а Северовирджинская армия — 78.
- Залп трехдюймовки (2012)
- Трехдюймовка спереди
- Трехдюймовка сзади

#### Орудие Паррота
Орудие Паррота, изобретенное Робертом Паркером Парротом, было разных размеров, от 10-фунтового до изредка встречавшегося 300-фунтового. 10- и 20-фунтовые орудия использовались как полевые. Первые были более употребительны, они имели два типа калибра: 2,9 и 3,0 дюйма. Южане использовали оба калибра, что порождало некоторые проблемы с подбором боеприпасов. Северяне до 1865 года использовали только Парроты калибра 2,9, зато широко применяли обычные армейские трехдюймовки. В первый день сражения при Геттисберге три федеральные Паррота бездействовали, поскольку по ошибке получили боеприпасы калибра 3,0. Впоследствии все Парроты-2,9 перенарезали до 3,0, и калибр 2,9 более не выпускался.
Чугунные орудия были точнее, но более хрупкие, поэтому Парроты имели чугунный ствол со стальным усилением сзади. Это было орудие с хорошей точностью, но имело репутацию опасного в обращении орудия, поэтому артиллеристы его недолюбливали. В конце 1862 года Генри Хант вообще пытался исключить «Парроты» из артиллерийского парка Потомакской армии. 20-фунтовый Паррот был самым крупным полевым орудием той войны, только один его ствол весил 1 800 фунтов — около 800 килограмм. Под Геттисбергом федеральная армия использовала 6 таких орудий, южане — 10.
- 10-фунтовый Паррот
- 10-фунтовый Паррот
- 20-фунтовый Паррот
- 20-фунтовый Паррот

#### Нарезное орудие Джеймса
Нарезное орудие Джеймса появилось ввиду острой нужды в нарезных орудиях в первые годы войны. Чарльз Тилленхаст Джеймс разработал способ нарезки 6-фунтовых бронзовых орудий. Некоторые сохраняли свой калибр 3.67, некоторые рассверливались до 3.80, а потом нарезались. Рассверливание практиковалось для ликвидации износа ствола. Первый тип обычно назывался «12-фунтовое орудие Джеймса», а второй, рассверленный — «14-фунтовое орудие Джеймса».
Орудия Джеймса первоначально стреляли довольно точно, но нарезка бронзового ствола постепенно снашивалась. После 1862 года эти орудия почти не производились. Точное количество произведенных орудий неизвестно.
- 13-фунтовое орудие Джеймса
- 13-фунтовое орудие Джеймса
- 13-фунтовое орудие Джеймса
- 13-фунтовое орудие Джеймса

#### Орудие Уитворта
Орудие Уитворта, разработанное Джозефом Уитвортом и производившееся в Англии, было одним из редких орудий гражданской войны, но оно представляет собой интересный прообраз современной артиллерии. Это орудия заряжалось с казны и обладало удивительной точностью стрельбы. Артиллерийский журнал 1864 года писал: «С 1500 метров Уитворт дал 10 выстрелов с боковым отклонением всего 5 дюймов». Точность огня делало его эффективным для контрбатарейного огня, то есть, он использовался практически как снайперская винтовка. Для стрельбы по пехоте его редко использовали. Это орудие имело калибр 2.75 дюйма и шестигранный канал ствола. Снаряд имел соответствующую форму и, как говорили, издавал жутковатый звук в полете.
Под Геттисбергом только южане использовали 2 таких орудия.
- Орудие Уитворта
- Орудие Уитворта
- Орудие Уитворта
- Орудие Уитворта

## Боеприпасы
Артиллерия использовала боеприпасы самых разных видов, в зависимости от цели. Стандартная федеральная артиллерийская батарея (шесть 12-фунтовых «Наполеонов»), как правило, имела 288 ядер, 96 снарядов, 288 шрапнели и 96 картечных выстрелов.

### Ядро
Ядро (Shot) представляло собой цельнометаллический снаряд, не содержащий в себе взрывчатки. Для гладкоствольных орудий использовался снаряд в форме шара (cannonball). Нарезные орудия использовали ядра цилиндрической формы, который обычно назывались bolt. В обоих случаях использовалась кинетическая энергия летящего снаряда. Ядра использовались в основном для разрушений орудий противника, зарядных ящиков и повозок. Ими можно было вести огонь и по колоннам пехоты или кавалерии. Несмотря на эффективность, многие артиллеристы неохотно использовали ядра, предпочитая разрывные снаряды.
Нарезные орудия имели преимущество в точности огня, однако не могли вести огонь шарообразными ядрами. Преимуществом гладкоствольных орудий была возможность стрелять ядрами, которые не зарывались в землю, подобно цилиндрическим снарядам, а рикошетировали, что повышало их убойную силу.
Самой известной жертвой ядра стал федеральный генерал-майор Дэниель Сиклс, которому ядром калибра 76 мм перебило правую ногу во время сражения под Геттисбергом.

### Снаряд
Снаряды были разрывным боеприпасом и предназначались для того, чтобы разорваться на части около пехоты противника. Разрывные снаряды для гладкоствольных орудий обычно назывались «spherical shell». Снаряды были более эффективны против пехоты в укреплениях и были удобны для разрушения деревянных конструкций или их поджога. Минусом было то, что снаряд обычно разрывался всего на несколько фрагментов, их количество обычно росло вместе с калибром. В середине войны южане, вероятно, по примеру британских импортных нарядов, стали «сегментировать» снаряды — делать на них нарезку, чтобы снаряд разрывался на большее количество фрагментов. Обычно снаряд нарезкой делили на 12 фрагментов. Обычно это применялось к spherical shell, но иногда и к снарядам для нарезных орудий.
Снаряды типа «spherical shell» имели запалы с временной задержкой, а снаряды для нарезных орудий имели кроме этого ещё и детонатор для разрыва при ударе о землю. Эффективность детонаторов вызывала сомнения: если снаряд зарывался в землю перед взрывом, то он терял свою эффективность. Однако, снаряды крупных калибров, например для 32-фунтовых орудий, могли эффективно использоваться для разрушения земляных укреплений.

### Картечь
Картечь была самым смертоносным типом боеприпасов, она представляла собой металлический контейнер, в котором находились металлические шарики, 7 слоёв по 7 шариков. В момент выстрела контейнер разрушался и шарики разлетались на манер ружейной дроби. Эффективной дистанцией огня считалось 400 ярдов (370 метров). Ещё более эффективным оружием была «двойная шрапнель», которая использовалась в особых случаях на коротких дистанциях. «Двойная шрапнель» представляла собой выстрел двумя контейнерами одновременно, при этом выстреливалось 98 шариков диаметром в дюйм, что можно приравнять к одновременному мушкетному залпу 98 пехотинцев.

### Grapeshot
«Грейпшот» был предшественником картечи и отчасти её разновидностью. Он представлял собой несколько металлических шариков (крупнее картечных), помещенных между двумя металлическими дисками. Грейпшот использовали в те годы, когда орудия иногда разрывало от передозировки заряда, и он вышел из употребления, когда орудия стали надёжнее, будучи вытеснен картечью. Для выстрела грейпшотом из 12-фунтового «Наполеона» использовалось 9 шариков (в то время, как картечный выстрел насчитывал 27 шариков). К моменту начала гражданской войны грейпшот был уже вытеснен картечью, но отдельные случаи его употребления всё же имели место.

## Снаряжение

### Лошадь
Лошади использовались для перевозки орудий и боеприпасов. В среднем на одну лошадь приходилось около 700 фунтов груза (317.5 кг.) Каждому орудию требовалось две упряжки по 6 лошадей, одна перевозила само орудие, другая — ящики с боеприпасами. Артиллерийский батальон по штату насчитывала от 50 до 300 лошадей, батарея — 70 лошадей, секция из двух орудий — 24 лошади.
Большое количество лошадей создавало серьёзные проблемы артиллеристам, поскольку животных надо было кормить, обслуживать и заменять в случае ранения. В артиллерии обычно служили лошади второго сорта (первый сорт направлялся в кавалерию). Срок службы одной лошади обычно не превышал восьми месяцев. Они страдали от болезней, от утомления после долгих маршей и от боевых ранений.
Лошади были хорошей мишенью и их легко было напугать, поэтому они часто становились жертвой контрбатарейного огня.
Термин «конная артиллерия» появился применительно к легким мобильным батареям, которые обычно поддерживали кавалерийские полки. так же иногда использовалось выражение «летучая артиллерия». В таких батареях артиллеристы всегда перемещались верхом. Примером такой батареи была федеральная регулярная артиллерийская бригада (U.S. Horse Artillery Brigade).

### Передок
Передок (limber) представлял собой двухколёсную повозку с ящиком. Он впрягался непосредственно к шестерке лошадей и к нему крепилось орудие или зарядный ящик. В последнем случае получалось что-то вроде четырёхколесной повозки, которая была несколько более манёвренна, чем обычная повозка. «Наполеон» с нагруженным передком весил 3 865 фунтов (1 753.1 кг). 

### Зарядные ящики
Зарядный ящик (caisson) также являлся двухколесной повозкой. На него грузился ящик со снаряжением и запасное колесо. Полностью загруженный передок и зарядный ящик вместе весили 3 811 фунтов (1728.6 кг).
Передки, орудийные лафеты и зарядные ящики изготавливались из дуба. Каждый ящик обычно вмещал 500 фунтов (226.8 кг) боеприпасов. Помимо этих повозок, при батарее имелись обозные повозки.

## Сражения
Артиллерия присутствовала во всех сражениях гражданской войны, однако в некоторых сражениях её участие проявилось несколько более явно и, возможно, серьёзно повлияло на исход боя:
- Сражение при Энтитеме
- Сражение при Чанселорсвилле
- Сражение при Стоун-Ривер
- Битва при Фредериксберге
- Битва при Геттисберге
- Битва при Нэшвилле

## Известные артиллеристы
- Генри Хант
- Хьюберт Дилджер
- Джон Пелхам
- Уильям Пеграм
- Кратчфилд, Степлтон